# Volkspark am Weinberg
Volkspark am Weinberg (eller Weinbergspark) er en offentlig park (og den eneste volkspark) i Berlin Mitte. Parken omkranses mod sydøst af Weinbergsweg, sydvest af Brunnenstraße, nordvest af Veteranenstraße og nordøst af Fehrbelliner Straße. Navnet Weinberg kommer fra de vinmarker, som tidligere dækkede bakken.